# Batteria Doss Fornas
La batteria Doss Fornas è una delle fortezza austro-ungarici facente parte della Fortezza di Trento (Festung Trient). Essa appartiene al grande sistema di fortificazioni austriache al confine italiano.

## Storia

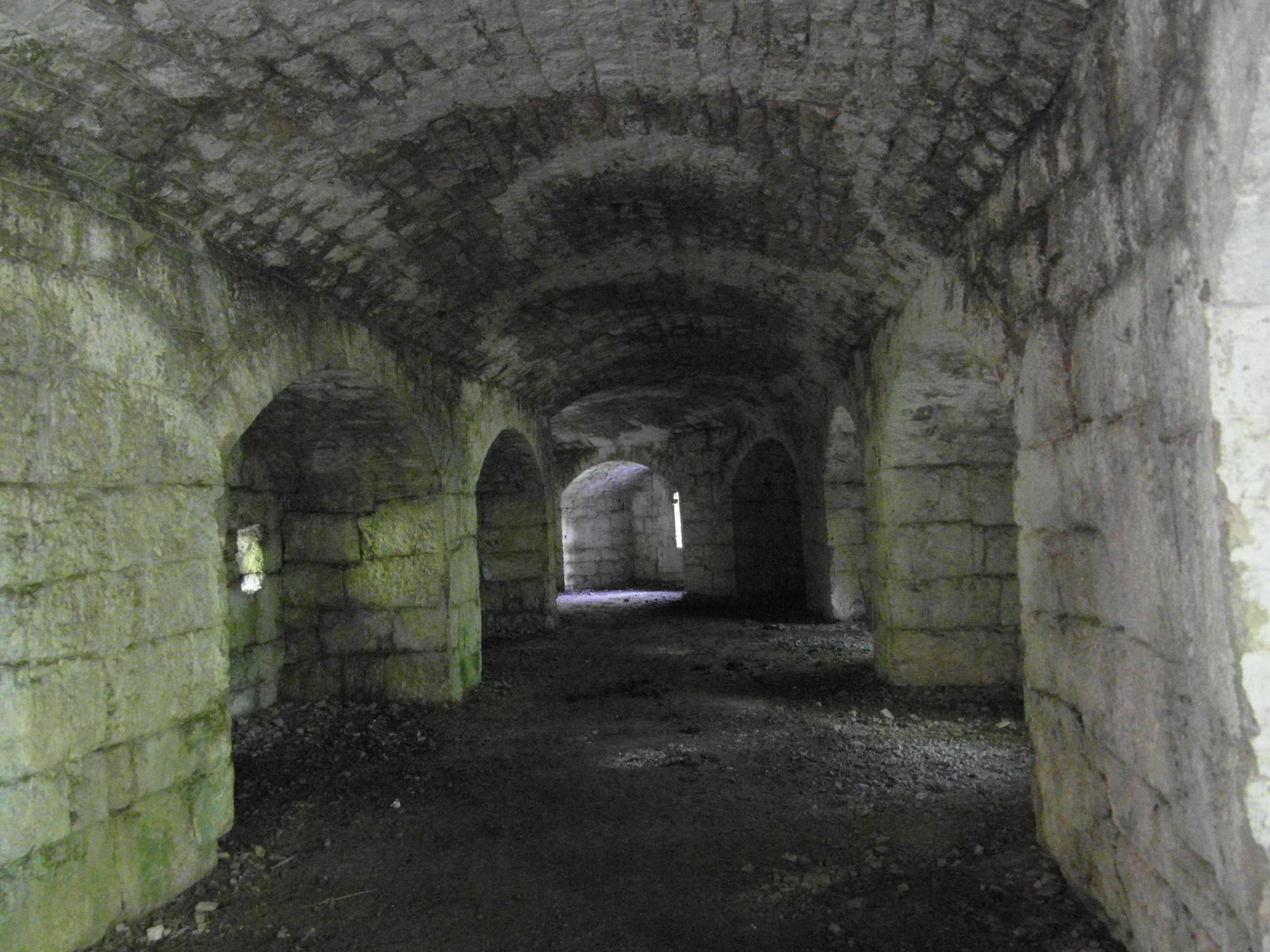
Interno della batteria

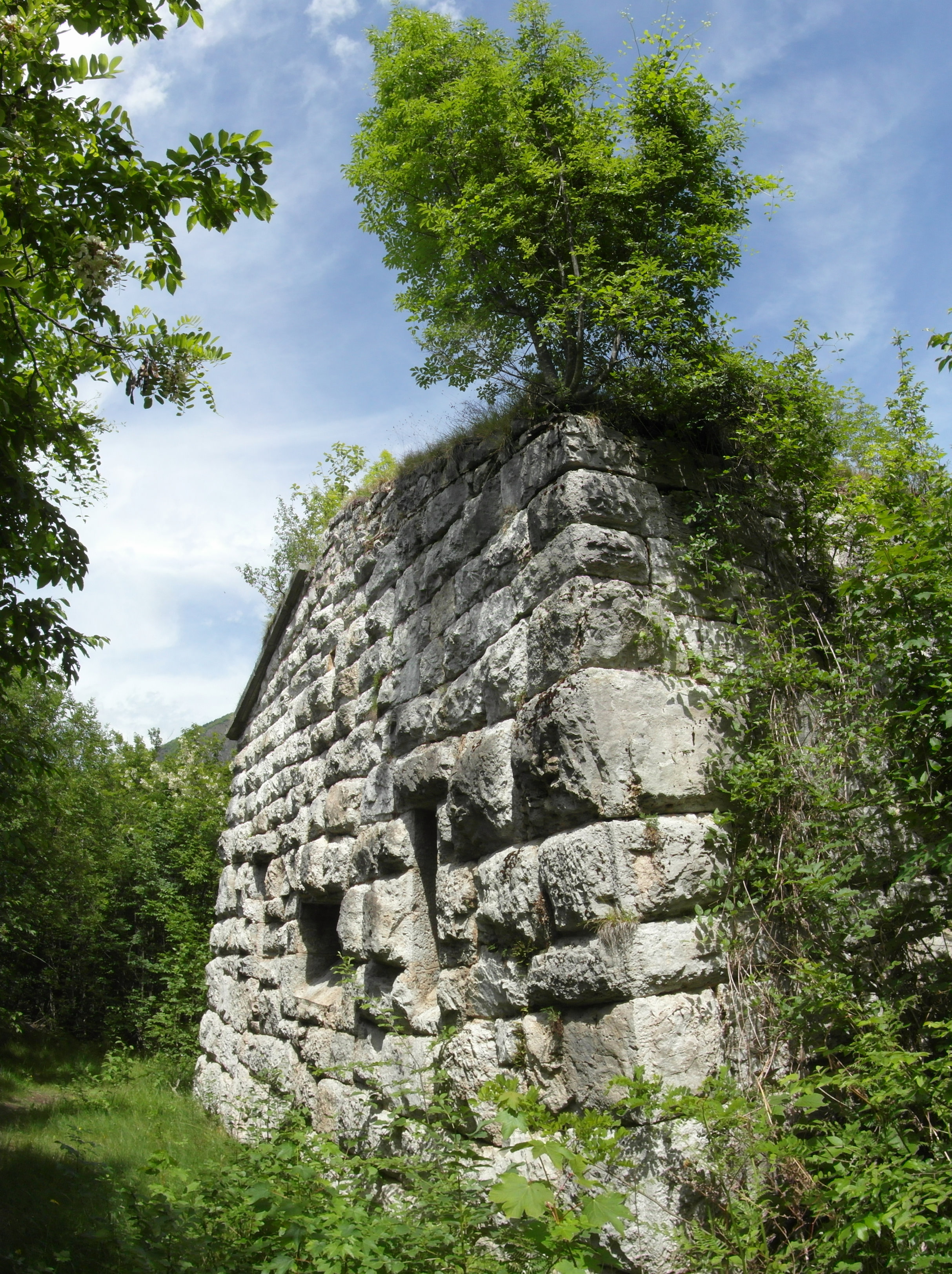
Esterno della batteria

La batteria si trova opposta alla batteria Brusafer, ovvero sul versano opposto della Valsorda, sulle pendici della Vigolana. Fu eretto tra il 1878 e il 1880.
Con il forte Brusafer, avevano il compito di impedire al nemico di entrare nel territorio di Trento passando per Vigolo Vattaro. Il Doss Fornas era uno dei due capisaldi finali della fortezza di Trento (l'altro era il forte Casara).
Costruito su di un piano, in pietra calcarea, presenta una pianta ad arco, e si articola su tre corpi: 
- ad un primo, ad ovest, si accede tramite un portane ad arco, ed è difesa da sette feritoie per fucile;
- al corpo principale del forte, che presenta un'altezza di circa 5 metri ed ha una struttura lineare che si articola in direzione nord-est;
- un ultimo corpo, con diverse feritoie per fucili e mitragliatori, lungo circa 10 metri.

Negli anni a seguire, fu costruita sopra la sua copertura una torretta osservatorio girevole, con un diametro di 110 cm. 
Il forte era contornato da un apposito fossato.
Come il Brusafer, anche questa batteria fu radiata dal Demanio militare mediante il Regio Decreto n. 1022, del 7 marzo 1929. Ad oggi la batteria è di proprietà privata.

## Armamento
Nei piani originali erano previsti 4 cannoni da 12 cm M61 K. Ma infine fu dotato di 8 cannoni da 15 cm M78 che potevano sparare in direzione di Vigolo Vattaro.
Oltre ai cannoni, il forte era armato di diverse postazioni per fucili e mitragliatrici.

## Ubicazione
Per accedere al forte, da Trento ci si dirige verso Valsorda; passata questa località si arriva al maso Molini, da lì si arriva mediante un apposito sentiero, al forte.